# Deutscher Soldatenfriedhof Laventie
Het Deutscher Soldatenfriedhof Laventie is een Duitse militaire begraafplaats met gesneuvelden uit de Eerste Wereldoorlog en gelegen in de Franse gemeente Laventie in het departement Pas-de-Calais. Zij ligt langs de Rue Masselot op 2 km ten zuidoosten van het centrum van Laventie (gemeentehuis). De begraafplaats heeft een min of meer L-vormig grondplan, is beplant met wilgen en omgeven door een beukenhaag. Op sommige kruisen staan op de voor- en achterzijde de namen van gesneuvelden. Ongeveer in het midden staat en herdenkingskruis opgesteld met ervoor een bronzen plaat met in het Duits en het Frans de volgende tekst: Op deze begraafplaats rusten 1.978 Duitse soldaten 1914-1918. De begraafplaats wordt onderhouden door de Volksbund Deutsche Kriegsgräberfürsorge. 
Er liggen 1.978 doden begraven waaronder 17 niet geïdentificeerde.

## Geschiedenis
De begraafplaats werd door de Duitse troepen tijdens de gevechten rond Armentières in april 1918 aangelegd. Na de oorlog werden nog 360 Duitse gesneuvelden die een voorlopig graf hadden in omgeving, door de Franse militaire autoriteiten bijgezet. 
In de periode tussen de beide wereldoorlogen werden onderhoudswerken uitgevoerd onder leiding van de Volksbund Deutsche Kriegsgräberfürsorge in overeenstemming met het in 1926 afgesloten akkoord met de Franse overheid . Wegens problemen met de financiering en het uitbreken van de Tweede Wereldoorlog kon een definitieve inrichting niet uitgevoerd worden. Pas na het Frans-Duitse Oorlogsgraven Akkoord van 19 juli 1966 was dit probleem opgelost. Vanaf 1971 werd een aanvang genomen met het vervangen van de houten kruisen door metalen exemplaren. Voor de Joodse slachtoffers werd een natuurstenen grafzerk gebruikt met inscripties in het Hebreeuws en een afbeelding van de davidster.